# Tang Fei
Tang Fei (xinès simplificat:糖匪) (Xangai 1983 -) crítica literària, assagista, fotògrafa i escriptora xinesa especialitzada en literatura de ciència-ficció.

## Biografia
Tang Fei (pseudònim de Wang Jing) va néixer a Xangai el 1983.
En una entrevista a la Chinese Women Writers Speak, 2020, va definir alguns trets de la seva infantesa: 
"El meu avi era un senyor de la vella escola. Malauradament, la meva mare no va rebre estudis superiors, però sempre ha estat molt oberta a noves idees i, a part de les nostres baralles puntuals, va ser molt indulgent amb mi. Quan el meu professor em va trobar llegint El comte de Montecristo i el va confiscar per no estar al currículum, la meva mare em va comprar més llibres no curriculars i es va dedicar a entregar-me'ls davant del professor. De petita, jugava amb nois de la meva edat; No podia pujar als arbres, però sí a les grues. I quan vaig créixer, vaig prendre les meves pròpies decisions i vaig assumir la responsabilitat de les conseqüències. Només més tard em vaig adonar que moltes noies xineses no gaudien del tipus de llibertats que jo donava per fet"
Membre de l'Associació d'Escriptors de Xangai. Membre de l'Associació Americana d'Escriptors de Ciència Ficció i Fantasia.

### Estil literari
Es una autora de literatura imaginària, o literatura especulativa, més que de literatura de ciència-ficció en sentit estricte: a més d'històries d'aquest tipus, també ha escrit contes, literatura, històries fantàstiques i fins i tot wuxia.
La seva característica és que s'inspira en la vida quotidiana, en particular la de Pequín, on viu. Així, per al seu conte 自由 之 路 (El camí cap a la llibertat), va partir de la típica boira de contaminació de Pequín i va imaginar que estava produint mutants entre la població.
Té títols ambigus o fets per atreure el lector: per exemple a 黄色 故事, Huangse gushi, que al·ludeix a una història de costums, traduïa a l'anglès com "Call Girl" per, Ken Liu: la història explica la vida d'una estudiant que guanya diners practicant el que els japonesos anomenen enjo-kōsai (援助 交際), "cites compensades", és a dir relacions remunerades amb gent gran.
En una entrevista publicada a China Writer, explica part del seu procés creatiu:
"De fet, vaig utilitzar altres pseudònims abans d'utilitzar el nom de Tang Fei, Sempre que trobo que ja no puc afrontar l'obra que vaig escriure, canvio el meu pseudònim per fugir de la vergonya de l'obra immadura i començar de zero. Quan vaig iniciar a utilitzar aquest pseudònim, a poc a poc vaig començar a reconèixer-me. Gairebé després d'escriure "The Yellow Story", vaig trobar la meva pròpia direcció d'escriptura i semblava tenir la consciència de ser escriptora."
El crític He Ping va dir que les novel·les de Tang Fei: "són difícils d'enquadrar amb els conceptes i les normes estètiques existents"
Els seus contes s'han publicat tant a revistes de ciència-ficció, com Science Fiction World, Jiuzhou Fantasy i Fantasy Old and New, com en revistes literàries clàssiques com Shanghai Literature.També és crítica d'obres del gènere, i els seus assaigs crítics s'han publicat entre altres a la versió xinesa del The Economic Observer.

### Obres destacades
- 自由 之 路 (El camí cap a la llibertat)
- 看见鲸鱼座的人 (The Person Who Saw Cetus)
- 黄色 故事 -, Huangse gush - (Call Girl)
- 熊貓飼養員 (Panda Breeder)
- 蒲蒲 (Pepe)
- 宇宙哀歌" (A Universal Elegy)
- 碎星星 - Sui Xingxing - (Broken Stars)
- 奥德赛博 (Odissea)